# Ледовый дворец спорта (Ханты-Мансийск)
«Ледовый дворец спорта» — многофункциональный комплекс в Ханты-Мансийске, введён в эксплуатацию в 2004 году. Спортивный центр рассчитан на 2000 человек.
Комплекс является тренировочной базой для молодежной хоккейной команды Мамонты Югры, следж-хоккейного клуба «Югра», хоккейных команд ДЮСШ и занятий спортивных секций фигурного катания, синхронного плавания, художественной гимнастики. Здание находится в оперативном управлении АУ «ЮграМегаСпорт». Летом 2017 года прошла реконструкция хоккейной коробки: заменены борты и стëкла, установлены дополнительные пандусы и лифты..
Общая площадь спортивного комплекса 2,18 га.

## Мероприятия
В сезоне 2008—2009 годов здесь проходили матчи в рамках Открытого всероссийского первенства среди команд Высшей лиги. Начиная с сезона 2011—2012 на ледовой площадке проходят домашние матчи молодежного хоккейного клуба «Мамонты Югры» в рамках розыгрыша Молодежной хоккейной лиги.
- Кубок Мира «Сильнейший человек мира 2005»;
- Матчевая встреча финала международного Кубка Константина Цзю;
- Первая летняя Спартакиада молодежи России в 2006 году;
- Всероссийские соревнования юных хоккеистов «Золотая шайба» им. А. В. Тарасова среди городских команд;
- Ледовое шоу «Звезды на льду» под управлением Ильи Авербуха и Ирины Лобачевой;
- Кубок Югры по следж-хоккею среди клубных команд;
- Зимние Сурдлимпийские игры — 2015 (Кёрлинг);[3]
- Всероссийская Зимняя Спартакиада инвалидов — 2017 (Следж-хоккей и хоккей глухих)[4].
- Всероссийский турнир по синхронному плаванию «Жемчужина Югры».